# アシュート県
アシュート県（アシュートけん、英語: Asyut Governorate、アラビア語: محافظة أسيوط）は、エジプト・アラブ共和国の県である。県庁所在地はアシュート。ナイル川沿い120kmに面積が広がっている。

## 名称
アラビア語: أسيوطが名称であったが、エジプト語:Zawtyに変わり、現在の名称はコプト・エジプト語:Səyáwtに由来している。

## 隣接する県
- ミニヤー県
- 紅海県
- ソハーグ県
- ワーディー・ゲディード県

## 統計
- 面積 - 25,926平方キロメートル（2006）
- 人口 - 3,441,597人（2006）
- 人口密度 - 1平方キロメートル当たり119.6人
- 人口増加率 - 1年当たり2.6%
- 行政地域 - 11都市 52地域 235村 971集落

## 出身有名人
- en:Akhnoukh Fanous - 政治家
- en:Ester Fanous - 女性政治活動家
- en:Hafez Ibrahim - 詩人
- en:Mustafa Lutfi al-Manfaluti - 作家
- シェヌーダ3世 - コプト正教会教皇